# 邁澤凱賴斯泰什
邁澤凱賴斯泰什是匈牙利的城鎮，位於該國東北部，由包爾紹德-奧包烏伊-曾普倫州負責管轄，面積74.26平方公里，2011年人口3,891，其中約五成居民信奉天主教。